# Día Internacional del Color
Se consideró apropiado crear un Día Internacional del Color ya que el color es, en virtud de la percepción visual, uno de los fenómenos más influyentes en la vida de las personas y también uno de los canales que contribuye en mayor proporción a nuestro conocimiento del mundo externo. En este día se desarrollan actividades memorables acerca del color en distintas partes del mundo.

## Por qué el 21 de marzo
La adopción de un día internacional del color fue propuesta en 2008 por la Asociación Portuguesa del Color, cuya presidenta, Maria Joao Durao, presentó la idea a la Asociación Internacional del Color, durante la presidencia de José Luis Caivano. La propuesta fue acordada en 2009 entre todos los miembros de esa asociación, compuesta por asociaciones nacionales y miembros que representan a más de 30 países. La elección de la fecha en cuestión se dio luego de una extensa discusión. Finalmente, entre todas las sugerencias, prevaleció la idea expresada por Leonhard Oberascher (de Austria): el 21 de marzo, cada año, se produce uno de los dos equinoccios – aequus (igual) y nox (noche). Durante los equinoccios, la noche y el día tienen aproximadamente la misma duración, y así se pone en relación simbólicamente la naturaleza complementaria de la claridad y la oscuridad, la luz y la sombra, un fenómeno que aparece expresado en todas las culturas. Por otra parte, el 21 de marzo marca el comienzo de la primavera en el hemisferio norte, y el comienzo del otoño en el hemisferio sur, sin duda las dos estaciones más coloridas del año. y donde las personas mejor lo pasan
Algunas de las actividades y eventos que se desarrollan durante el Día Internacional del Color son:
- Exposiciones artísticas, de proyectos arquitectónicos, diseños, decoración, moda, etc.
- Reuniones, congresos, debates, eventos científicos...
- Talleres sobre el uso del color y la luz, tanto para adultos como para niños.
- Concursos sobre diseños cromáticos y de iluminación.
- Uso de colores identitarios nacionales o regionales.

## Logotipo
Se realizó un concurso internacional para el diseño del logotipo, y el ganador fue anunciado durante el congreso 2012 de la Asociación Internacional del Color, realizado en Taipéi, Taiwán. Tal como lo expresara la diseñadora que ganó el concurso, Hosanna Yau, de Hong Kong, "los dos círculos forman un ojo; una mitad lleva los colores del arco iris y la otra mitad está en negro, representando la luz y la oscuridad, el día y la noche, una 'fiesta' para el ojo a concretarse en el día internacional del color."